# Comté de Foothills
Le comté de Foothills (anglais : Foothills County), anciennement le district municipal Foothills N° 31 (anglais : Foothills No. 31) est un district municipal.

## Communautés et localités
Villes
- Black Diamond
- High River
- Okotoks
- Turner Valley

Villages d'été
- Longview

Hameaux
- Aldersyde
- Blackie
- Cayley
- De Winton
- Heritage Pointe
- Millarville
- Priddis
- Priddis Greens

Localités
- Alder Heights
- Aspen Creek Estates
- Azure
- Caravelle Estates
- Connemara
- De Winton Heights
- Eltham
- Gladys
- Hartell
- Kew
- Leduc Lynnwood Ranch
- Leisure Lake
- Mazeppa
- Naphtha
- Naptha
- Pekisko
- Pineridge Estates
- Rio Frio
- Royalties
- Sandstone
- Valleyview Acres

## Démographie
| 2011   | 2016   |
| ------ | ------ |
| 21 248 | 22 766 |